# Мели-Шиху

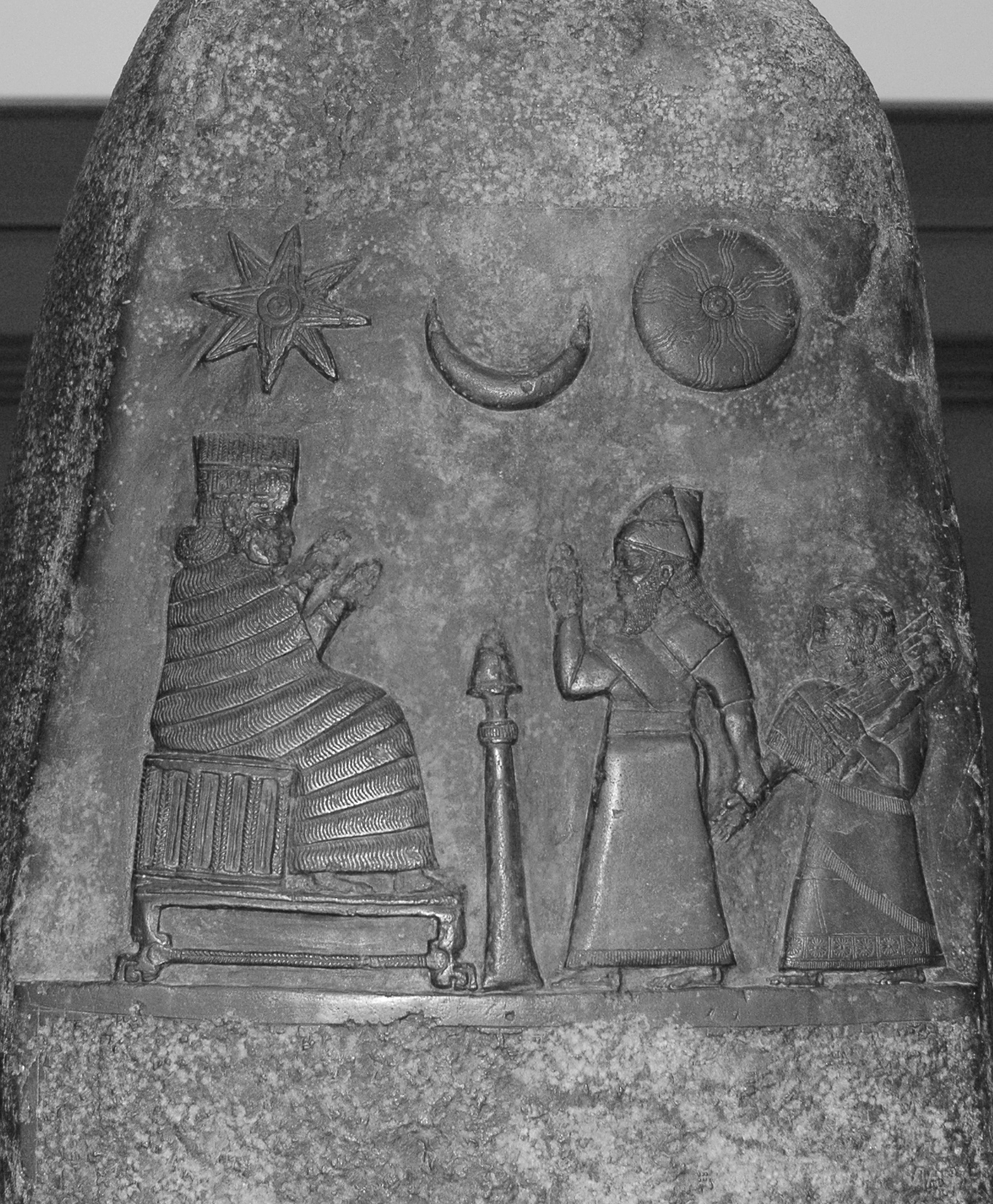
Пограничный камень Мели-Шиху

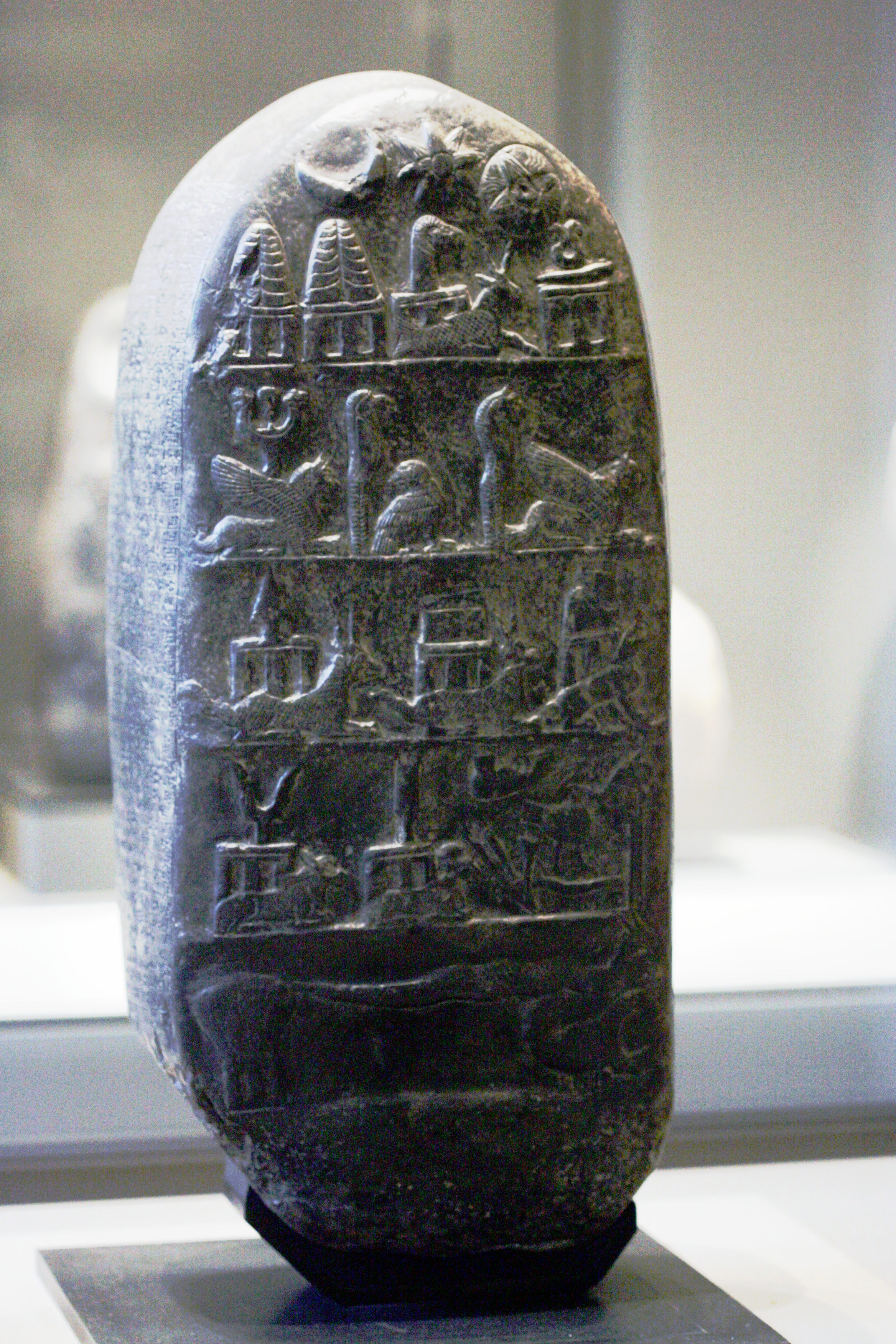
Пограничный камень Мели-Шиху

Мели-Шиху (Me-li-dŠi-ḪU) — касситский царь Вавилонии, правил приблизительно в 1188 — 1174 годах до н. э.
Возможно, его имя надо читать как Мели-Шипак (Шипак — касситский бог, соответствующий аккадскому Мардуку). Сын Адад-шум-уцура. Мели-Шиху — «Человек Мардука»
Мели-шиху продолжал ещё удерживать путь к исконной земле касситов, ибо его пограничный камень (кудурру) через несколько лет эламский царь Шутрук-Наххунте смог вывезти из Каринташа (нынешнего Каринда) на большом караванном пути, ведущем из долины Диялы на нынешний Керманшах, вглубь Иранского нагорья.
Из земельного дарения, записанного на пограничном камне (кудурру) из Суз, известно имя его дочери Хуннубат-Нана (Ḫunnubat-Nana). Его имя сохранилось на кирпичах из Ниппура, где он вёл строительную деятельность. Из Ассирии происходит административный текст, который упоминает его имя. В Ашшур он послал упряжки лошадей, потолки и другие подарки. Это предполагает дружеские отношения с ассирийским царём Нинурта-апал-экуром, который в своё время скрывался в Вавилоне.
От его времени правления сохранились 2 строительные надписи (только в поздней копии), надпись посвящения, 6 пограничных камней (кудурру), 10 хозяйственных текстов и предзнаменование. Время правления Мели-Шиху считается относительно мирным. Его старшая дочь согласно нововавилонскому тексту (VAT 17020) была отдана замуж за эламского властителя Шутрук-Наххунте. Пограничный знак (кудурру) сообщает о предоставлении страны его сыну и наследнику Мардук-апла-иддину I.
Мели-Шиху правил 15 лет.